# Kundendienst

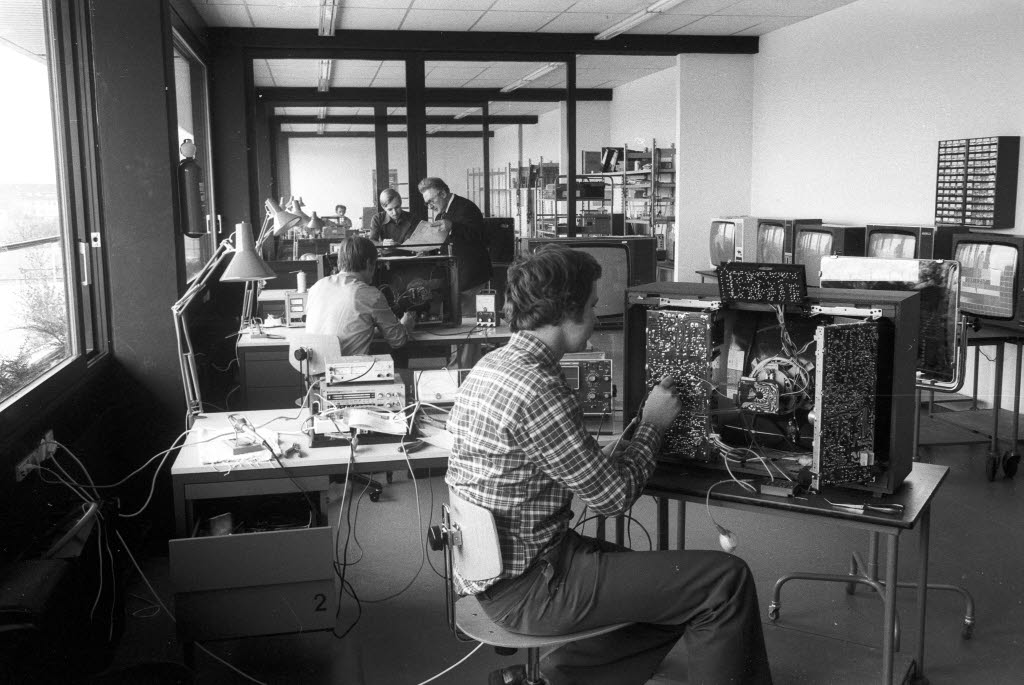
Quelle-Kundendienst-Leitstelle in Kiel (1975)

Unter Kundendienst (oder Kundenservice) versteht man einerseits eine Organisationseinheit (beispielsweise als Abteilung) in einem Unternehmen, andererseits die Aufgaben dieser Abteilung oder des ganzen Unternehmens, Kundenzufriedenheit für seine Kunden zu erreichen. Im Handel werden unter Kundendienst Zusatzleistungen zusammengefasst, die über die ohnehin erbrachten Hauptleistungen eines Handelsbetriebs hinausgehen; sie können entgeltlich oder unentgeltlich erbracht werden. Diese Zusatzleistungen können aus Waren (z. B. Proben, Zugaben), Dienstleistungen (z. B. Montagehilfen, Hauszustellung) und Rechten (z. B. Umtauschrecht, Parkplatzbenutzung) bestehen. Aus handelspsychologischer Sicht besonders interessant sind überraschende, vom Kunden nicht erwartete Serviceformen. Kundendienst dient – wie alle anderen Formen des Service – vor allem Handelsunternehmen als wichtiges profilbildendes Instrument des Handelsmarketings.

## Aufgaben
Der Kundendienst hat die Aufgabe, die Differenz zwischen der vom Kunden subjektiv erwarteten (Kundenerwartung) und der wahrgenommenen Leistung eines Produkts zu beseitigen. Der Kundendienst wird zwar von verkauften Produkten oder Dienstleistungen ausgelöst, ist aber selbst eine Sekundärleistung. Als Resultat der fortschreitenden Anglisierung wird Kundendienst oft auch als Service (englisch customer service, englisch customer care oder als englisch after sales service) bezeichnet, wobei es um die Erfüllung von Kundenwünschen geht, die nach dem Verkauf eines Produktes bzw. eines Artikels oder einer Dienstleistung vorgetragen werden:
- Reklamationen: Das Produkt funktioniert nicht richtig, ist beschädigt oder verfügt nicht über die zugesagten Eigenschaften usw.
- Es kann eine turnusmäßige Wartungsarbeit erforderlich sein, z. B. weil eine definierte Betriebsdauer oder Ähnliches erreicht wurde. Beispielsweise bei einem Fahrzeug.
- Es kann eine Reparatur erforderlich sein, weil eine Betriebsstörung eingetreten ist.
- Der Kunde kann Unterstützung bei der Benutzung des Produkts benötigen, oder Fragen haben. In diesem Zusammenhang wird auch der Begriff „Helpdesk“ verwendet.
- Er möchte eventuell Ersatzteile, Zubehör, Verbrauchsmaterial oder Ähnliches kaufen.

Siehe hierzu auch After-Sales-Management und Service-Management.
Diesen Anforderungen ist gemeinsam, dass der Kunde sich einen kompetenten Ansprechpartner wünscht, der erreichbar ist, ihn versteht, ihm schnell weiter hilft und schließlich eine Lösung findet, mit der der Kunde zufrieden ist. Ob der Anbieter das leisten kann, hat entscheidenden Einfluss auf das Image des Unternehmens und die Kundenzufriedenheit.
Es ist für ein Unternehmen nützlich, die Anfragen an den Kundendienst zu analysieren, um zu lernen, wie das Produkt verbessert werden kann, aber auch, wie zusätzlicher Umsatzerlös aus Zubehörartikeln usw. generiert werden kann.
Ab einem bestimmten Volumen an Kundendienstanfragen ist es sinnvoll, besondere Mitarbeiter mit Kategorisierung und Kanalisierung der Anfragen zu beschäftigen. Siehe hierzu Support (Dienstleistung).
Abteilungen, die die erste Anlaufstelle für Kunden sind, werden auch Callcenter genannt, weil die meisten Anfragen telefonisch eingehen.
Vor allem in Handelsunternehmen entsprechen (nach Schenk) dem auf den Absatzmarkt gerichteten Kundendienst oder Kundenservice auf dem Beschaffungsmarkt den Lieferanten gebotene Dienste (Lieferantenservice), auf dem Konkurrenzmarkt den Mitbewerbern gebotene Dienste (Konkurrenzservice) und auf dem (betriebs-)internen Markt den Mitarbeitern gebotene Dienste (Mitarbeiterservice). Die Anhebung des Serviceniveaus steigert zugleich die Service-Erwartungen der Marktpartner. Daher ist oft – in Analogie zur Kostenremanenz – das Phänomen der Serviceremanenz zu beobachten, d. h. ohne überproportionalen Verlust von Kunden, Lieferanten oder Mitarbeitern können einmal eingeführte Dienste kaum reduziert werden.
Im Zuge der digitalen Transformation setzen Unternehmen zunehmend Chatbots für den Kundenkontakt ein; beispielsweise gab Klarna im Februar 2024 bekannt, dass dort ein Chatbot im ersten Monat seines Einsatzes zwei Drittel der Kundendienstgespräche übernommen habe.